# Stibaera hersilia
Stibaera hersilia är en fjärilsart som beskrevs av Druce 1889. Stibaera hersilia ingår i släktet Stibaera och familjen nattflyn. Inga underarter finns listade i Catalogue of Life.